# Appareil stridulatoire de l'araignée

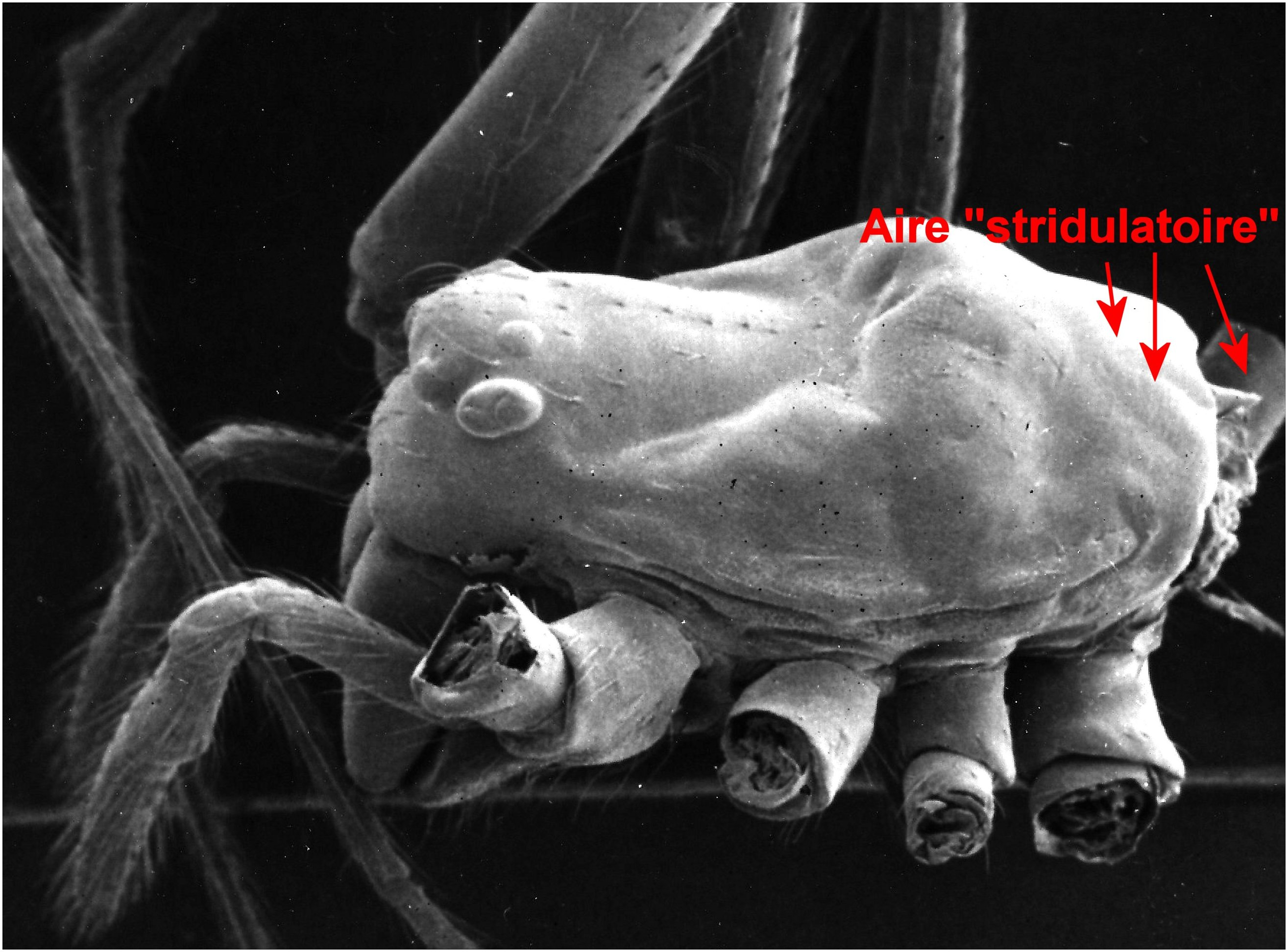
Aire dite "stridulatoire" d’Argyrodes cognatus les araigner en question pique (araignée des Seychelles, femelle). Vue dorso-latérale gauche au microscope électronique à balayage, après amputation des pattes

L’appareil stridulatoire des araignées est une différenciation spéciale de leur tégument, paire, symétrique et pouvant occuper une position très variée sur le corps araneidien. Censé pour la plupart des auteurs produire des sons, il peut intervenir dans l’équilibration, ce que confirme l’étude ultrastructurale, notamment chez les argyrodes (theridiidae). Dans ce genre, son aire se localise au niveau du pédicule sur la partie postérieure de prosoma et l’avant de l’abdomen.